# Приказ № 154
Приказ № 154 (полное название — «постоянно действующий военный приказ № 154», от нем. Ständiger Kriegsbefehl Nr. 154) был подписан командующим подводным флотом (1939—1943) Карлом Дёницем в конце ноября или начале декабря 1939 года. Он является первой ясно выраженной инструкцией подводного флота нацистской Германии по использованию тактики неограниченной подводной войны, противоречившей международным правилам ведения войны на море. Приобщён обвинением на Нюрнбергском процессе.

## Содержание приказа
Приказ № 154 был включён в набор доказательств GB-196 Нюрнбергского процесса. Его последний параграф содержал следующую инструкцию:

Не спасайте людей, не берите их на борт. Не оказывайте помощи шлюпкам. Погодные условия и близость суши не существенны. Беспокойтесь только о безопасности своей подлодки и скорейшем достижении новых успехов! Мы должны быть суровы в этой войне. Враг начал войну с целью уничтожить нас, следовательно, остальное не важно.
Оригинальный текст (нем.)Keine Leute retten und mitnehmen. Keine Sorge um Boot des Dampfers. Wetterverhältnisse und Landnähe sind gleichgültig. Nur Sorge um das eigene Boot und das Streben, sobald wie möglich den nächsten Erfolg zu erringen! Wir müssen hart in diesem Kriege sein. Der Gegner hat den Krieg angefangen, um uns zu vernichten, es geht also um nichts anderes.
— Trial of the Major War Criminals Before the International Military Tribunal, Nuremberg, 14 November 1945 — 1 October 1946. — Nuremberg, Germany: International Military Tribunal, 1949. — Vol. XXXV. Documents and other material in evidence. Numbers 039-D to 906-D. — P. 267—270.

## Юридическая сторона
Начало Второй мировой войны Германией и участие в ней кригсмарине осуществлялись де-юре в соответствиями со статьёй 22 Лондонского морского договора 1930 года и морским призовым правом. Сам же Третий рейх обязался де-факто соблюдать Лондонский морской договор 1936 года в связи с тем, что в 1935 году было заключено англо-германское морское соглашение, а новый морской договор 1936 года сохранил в силе статью 22 и обязал участников договора следовать положениям статьи.
В частности, статья 22 Лондонского морского договора гласила, что торговые суда (кроме тех, что демонстрировали «выраженное нежелание останавливаться» или оказывали «активное сопротивление досмотру») могли быть затоплены подлодкой только после эвакуации в «безопасное место» членов экипажа и пассажиров. При этом спасательные шлюпки не считались безопасным местом, если поблизости не было земли, которой они могли бы безопасно достичь с учётом погодных условий, или другого судна, готового принять людей на борт. Тем не менее, нарушения этого права демонстрировались с самого первого дня войны, когда ко дну пошло судно SS Athenia, затопленное подлодкой U-30 — пассажирский лайнер по ошибке приняли за вооружённое торговое судно (вспомогательный крейсер). Более того, в последующие недели военно-морским флотом Великобритании и Кригсмарине были приняты распоряжения[какие?], по которым невозможно было соблюдать статью 22 в полной мере.

## Комментарии обвиняемого
На допросе Дёниц пояснил, что приказ № 154 был отдан в отношении подводных лодок, действовавших вблизи вражеских портов, в непосредственном присутствии сил вражеской противолодочной обороны. По его утверждению, в зоне действия этих подлодок торговые суда имели вооружённое сопровождение и, таким образом, не находились под действием Лондонского морского договора. Дёниц запретил командирам подлодок действия по спасению людей, расценивая всплытие подлодки на поверхность в подобной ситуации как самоубийство. Он также показал, что приказ № 154 был отменён не позднее ноября 1940 года. После этого действия его подчинённых по оказанию помощи выжившим не запрещались, но порицались в отдельных случаях, если влекли за собой опасность для подлодки. Окончательный запрет на ведение германскими подводниками спасательных действий, известный под названием «приказ о „Лаконии“», был издан Дёницем 17 сентября 1942 года в связи с атаками американских ВВС на подводные лодки, занятые спасением пассажиров и экипажа потопленного судна «Лакония».

## Решение Международного трибунала
Трибунал установил, что приказ № 154 и «приказ о „Лаконии“» доказывают виновность Дёница в нарушении Лондонского морского договора 1936 года. Однако это нарушение не было учтено при вынесении приговора Дёницу, поскольку аналогичные действия предприняли и страны Антигитлеровской коалиции.